# استان با ریا–وونگ تائو
استان با ریا-وونگ تائو (به لاتین: Bà Rịa–Vũng Tàu Province) یک استان در ویتنام است که در ویتنام واقع شده‌است.

## خصوصیات
استان با ریا-وونگ تائو ۱٬۹۸۷٫۴ کیلومترمربع مساحت و ۹۹۴٬۸۳۷ نفر جمعیت دارد.